# Pomez di Lorenzo
Pomez di Lorenzo (auch: Pomez Di Lorenzo), alias Stephan Baader (* 3. Januar 1963), aus Dortmund ist ein deutscher Produzent und Songwriter.

## Leben
Bereits während der Schulzeit begann er eigene Songs zu schreiben und Musik zu machen. Nach dem Abitur absolvierte er an der Folkwanghochschule Essen von 1988 bis 1992 ein Studium „Jazz-Gitarre“ und machte das Jazz-Diplom. Zahlreiche Preise (1984 Gewinner „Jugend Jazzt“) und Auftritte folgten.
Seit 1992 arbeitet er zusammen mit Michael Kersting an Songs und Alben für die Clickmusic Künstler Sasha, Dick Brave, Ben, Der Wolf, Young Deenay, Uwe Ochsenknecht, Cosmo Klein, Q-Connection, Samy Deluxe, Andru Donalds und Thomas Gottschalk. Mit zahlreichen Songs erreichte er europaweit Gold- und Platinstatus. Zusammen mit Michael Kersting erhielt er drei Echonominierungen als Produzent des Jahres.
Die Zusammenarbeit mit Sasha ergab neun Chartsingles in Folge, drei mit Platin, bzw. Gold ausgezeichnete Chartalben, europaweites Airplay und mehrere ausverkaufte Konzerte. Weitere Auszeichnungen waren zwei Echos, ein VIVA Comet, ein Bambi und die Goldene Kamera. Zudem wurde Sasha mit dem European Platin Music Award für über eine Million verkaufte Alben in Europa ausgezeichnet.
Im Sommer 2004 startete die Zusammenarbeit mit André Tolba als Produzent und Songwriter. 2010 gründeten die beiden ihre Produktionsgesellschaft "Tobago Music Production", gefolgt "Tobago Records" im Jahr 2013.
Im Mai 2011 produziert er gemeinsam mit Cae Davis die Single Sabado Roto der kubanischen Sängerin und Pop-Songwriterin Addys Mercedes. Das dritte Album von Addys Mercedes "Addys" folgte im Januar 2012. Als Gitarrist spielt er auch in Addys Mercedes’ Liveprojekt En Casa De Addys.
2012 steuerte er gemeinsam mit André Tolba u. a. den Titeltrack zu Peter Kraus Album "Für immer in Jeans" bei. 2014 erschien das von beiden produzierte Album „The Real Rock 'n' Roll Chicks“ des Rockabella-Trios The Silverettes auf Tobago Records (im Vertrieb bei Roughtrade).
2014 erschien Addys Mercedes’ viertes Album "Locomotora a Cuba", (Media Luna / Indigo) das für den Preis der Deutschen Schallplattenkritik nominiert wurde. Die Vorabsingle "Rompe el Caracol" erreichte Platz 90 der Deutschen Airplaycharts. 2015 erschien die Single "Nada", die bereits Platz 133 der Airplaycharts erreichte.

## Diskografie
1994
- Sir Prize, Single „Dip Dip Da“ Top 40

1997
- Der Wolf, Album „Das Album“, Top 20, (200.000 Österreich/Schweiz)
- Der Wolf, Single „Gibt’s doch gar nicht“, Top 20
- Der Wolf, Single ”Oh Shit Frau Schmidt“, Top 20
- Young Deenay, Single „Walk On By“, Top 5 (450.000 Gold Deutschland)
- Young Deenay, Single „Wanna Be Your Lover“, Top 20, 200.000
- Young Deenay, Single „I Wanna Be Your Man“, Top 20
- Young Deenay, Album „Birth“, Top 40

1998
- Sasha, Single „I’m Still Waiting“, Top 20, 200.000
- Sasha, Single „If You Believe“, Top 5, 800.000 (Gold + Platin Deutschland, Gold Niederlande/Österreich/Belgien, Platin Italien)
- Sasha, Single „I Feel Lonely“ Top 5 (Gold Deutschland)
- Sasha, Single „We Can Leave the World“, Top 10, 200.000
- Sasha, Album, „Dedicated to…“, Top 5 (Gold+Platin Deutschland, Gold Tschechische Republik/Österreich/Italien/Portugal)

1999
- Q-Connection, Single „Java/All da Ladies“, Top 20, 200.000
- Q-Connection, Single „Bei mir bist du schön“, Top 40

2000
- Sasha, Album „…You“, Top 5, 500.000 (Gold Deutschland/Österreich)
- Sasha, Singles „Let Me Be the One/Owner of My Heart/Chemical Reaction“ all hit the *charts

2001
- Sasha, Album „Surfin’ on a Backbeat“, Top 5 (Gold Deutschland)
- Sasha, Singles „This Is My Time/Rooftop/Turn It into Something Special“ all hit the charts
- Thomas Gottschalk, Single „What Happend to Rock’n Roll“, Top 5
- Uwe Ochsenknecht, Das Album „Singer“
- Wilsberg und der Mord ohne Leiche, Filmmusik

2002
- Ben, Album „Hörproben“, Top 10
- Ben, Singles ”Gesegnet seist du“, Top 20 / „Herz aus Glas“, Top 20
- Sasha, DVD „Live Beats“

2003
- Cosmo Klein, Album „This Is My Time“, Top 40
- Cosmo Klein, Singles „All I Ever Need“, Top 20 / „Baby Don’t Cry“ Top 40
- Ben, Album „Leben Leben“, Top 20
- Dick Brave, Album „Dick This!“, Top 1, 500.000 (Platin Deutschland)
- Dick Brave, Single „Take Good Care Of My Baby“
- Jack Radics, „I Need Sunshine“, Top 20 Airplay

2004
- Become One, Album „Become 1“, Top 20
- Become One, Single „Don’t Need Your Alibis“, Top 20
- Boppin’B, Album „Bop Around the Pop“, Top 40
- Boppin’B, Single „If You Believe“, Top 40
- Tamee Harrison, „Going to Paris“, Top 10 Österreich

2008
- Boppin’B, Album "Rock'N'Roll Radio"

2009
- Samy Deluxe, „Bis die Sonne rauskommt“, Top 20
- The Baseballs, „Umbrella“, Top 20
- Sina, Single „…and the Summer“
- Sina, Single „Hangin On A String“
- Rhaatid, Album und Tour, Deutschland/Jamaika 2005–2009

2010
- Andru Donalds, „Falling Down“

2011
- Addys Mercedes, Single „Sabado Roto“
- The Firebirds, Single „Ich Find Dich Scheiße“
- The Firebirds, Single „Guten Tag“

2012
- Addys Mercedes, Single „Hollywood“
- Addys Mercedes, Album „Addys“
- Addys Mercedes, Single „Gigolo“
- The Firebirds, Album „Rock And Roll, Baby!“
- Adriano BaTolba Orchestra, Album „Live 'n' Loud“

2014
- The Silverettes, Album „The Real Rock 'n' Roll Chicks“
- Addys Mercedes, Single „Rompe el Caracol“
- Addys Mercedes, Album „Locomotora a Cuba“

2015
- Addys Mercedes, Single „Nada“